# Glen Gondrezick
Glen Michael Gondrezick (Boulder, 30 agosto 1955 – Henderson, 27 aprile 2009) è stato un cestista statunitense, professionista nella NBA e in Italia.
Era il fratello di Grant Gondrezick e lo zio di Kysre Gondrezick.

## Carriera
Venne selezionato dai New York Knicks al secondo giro del Draft NBA 1977 (26ª scelta assoluta).